# Pic à jugulaire
Meiglyptes jugularis
Espèce
Statut de conservation UICN

 LC  : Préoccupation mineure
Le Pic à jugulaire (Meiglyptes jugularis) est une espèce d'oiseau de la famille des Picidae, dont l'aire de répartition s'étend sur la Birmanie, la Thaïlande, le Laos, le Cambodge et le Viêt Nam.
C'est une espèce monotypique.